# Jaco Pastorius
John Francis Anthon »Jaco« Pastorius III, ameriški jazzovski bas kitarist, producent in skladatelj, * 1. december 1951, Norristown, Pensilvanija, † 21. september 1987, Wilton Manors, Florida, ZDA.
Med letoma 1976 in 1981 je bil član zasedbe Weather Report. Sodeloval je s Patom Methenyjem, Joni Mitchell ter snemal albume kot solist in vodja zasedb. Njegova tehnika igranja basa je vsebovala funkovske, lirične sole, basovske akorde in inovativne harmonije. Pastorius je bil eden izmed sedmih basistov, ki so bili sprejeti v Jazzovsko dvorano slavnih Downbeat.

## Biografija

### Odraščanje
John Francis Pastorius se je rodil 1. decembra 1951 v Norristown, Pensilvanija. Bil je najstarejši izmed treh sinov, ki so se rodili Finki Stephanie in Jacku Pastoriusu, karizmatičnem pevcu in jazzovsem bobnarju, ki je večino časa preživel na poti. Ko je Jaco dopolnil osem let, se je družina preselila v Oakland, Florida.
Na Pastoriusov vzdevek »Jaco« je vplivala njegova ljubezen do športa in tudi sodnik Jocko Conlan. Leta 1974 je pričel izgovarjati ime »Jaco«, ko ga je njegov sosed, pianist Alex Darqui napačno poimenoval. Njegov brat ga je klical »Mavgli« po divjem dečku iz Kiplingove Knjige o džungli, ker je bil zelo energičen in je večino časa preživel brez oblečene majice na plaži, na drevesih, teku in plavanju. Obiskoval je St. Clement's Catholic School v Wilton Manors in bil ministrant v cerkvi sv. Klementa. Njegovo krstno ime je bilo Anthony, s čimer se je njegovo celotno ime razširilo na John Francis Anthony Pastorius. Bil je precej tekmovalen in je rad igral bejzbol, košarko in nogomet.
Igral je bobne dokler si, ko je bil star trinajst let, ni poškodoval zapestja med igranjem nogometa. Poškodba je bila dovolj resna, da je zahtevala kirurški poseg in preprečila njegovo nadaljnje bobnanje.

### Zgodnja kariera
Ko je dopolnil sedemnajst let se je Pastorius pričel navduševati nad jazzom in zbral dovolj denarja za nakup kontrabasa. Njegov globok, mehak ton mu je odgovarjal, čeprav je močno oslabil njegove finance. Z vzdrževanjem instrumenta je imel težave, kar je pripisoval vlažnosti na Floridi. Ko se je nekoč zbudil, je opazil, da je počen, zato ga je zamenjal za Fender Jazz Bass letnik 1962.
V najstniških letih je igral bas kitaro za Waynea Cochrana in C.C. Riders.
V začetku 70. let je Pastorius poučeval bas na Univerzi v Miamiju, kjer je spoznal jazzovskega kitarista Pata Methenyja, ki je bil prav tako na univerzi. S Paulom Bleyjem sta Pastorius in Metheny posnela album Jaco, ki je izšel leta 1974 pri založbi Improvising Artists. Pastorius je zatem igral tudi na Methenyjevem solističnem debitantskem albumu, Bright Size Life, ki je izšel pri založbi ECM Records leta 1976. Istega leta je Pastorius posnel in izdal lastni debitantski album, Jaco Pastorius, ki je izšel pri založbi Epic Records, pri snemanju pa so sodelovali glasbeniki kot so Michael Brecker, Randy Brecker, Herbie Hancock, Hubert Laws, Pat Metheny, Sam & Dave, David Sanborn in Wayne Shorter.

### Weather Report
Pred snemanjem svojega debitantskega albuma, se je Pastorius udeležil koncerta jazz fusion zasedbe Weather Report v Miamiju. Po koncertu se je približal klaviaturistu Joeju Zawinulu, vodju zasedbe. Predstavil se mu je z besedami »Sem John Francis Pastorius III., najboljši bas kitarist na svetu«, kot se je sam navadno predstavljal. Zawinul je občudoval njegovo domišljavost in ga prosil za demo posnetek. Po poslušanju posnetka je Zawinul ugotovil, da ima Pastorius precej spretnosti in znanja. Pričela sta si dopisovati, Pastorius pa je Zawinulu poslal grob miks svojega solo albuma.
Ko je bas kitarist Alphonso Johnson zapustil Weather Report, je Zawinul Pastoriusa povabil v skupino. Pastorius je prve posnetke za skupino naredil leta 1976 na albumu Black Market, pri katerem je sodeloval tudi Johnson. Prvi album skupine, pri katerem je bas kitaro snemal le Pastorius, je bil Heavy Weather, ki je vseboval z grammyjem nominirano skladbo »Birdland«.
V obdobju igranja pri Weather Report je pričel Pastorius uživati alkohol in prepovedane droge, kar je poslabšalo njegove duševne probleme in vodilo k nepredvidljivem vedenju. Zaradi prekrivanja turnej z drugimi projekti in nezadovoljstvom nad Zawinulovim sintetiziranim in orkestriranim pristopom h glasbi skupine, je leta 1982 zapustil skupino.

### Word of Mouth
Založba Warner Bros. je konec 70. let s Pastoriusom sklenila ugodno pogodbo, ki je bazirala na njegovih spretnostih in njegovem zvezdniškem statusu, za kar so upali, da bo dvignilo prodajo. S to pogodbo je Pastorius formiral big band Words of Mouth, ki so ga sestavljali Chuck Findley na trobenti, Howard Johnson na tubi, Wayne Shorter, Michael Brecker in Tom Scott na saksofonih, Toots Thielemans na orglicah, Peter Erskine in Jack DeJohnette na bobnih ter Don Alias na tolkalih. Ta zasedba je posnela Pastoriusov drugi album, Word of Mouth, ki je izšel leta 1981.
Leta 1982 je z big bandom Words of Mouth odšel na turnejo. Ko so bili na Japonskem si je pobril glavo, pobarval obraz s črno in vrgel bas kitaro v zaliv Hiroshima. Po turneji, konec leta 1982, je bil diagnosticiran z bipolarno motnjo. Znaki bipolarne motnje so se pri Pastoriusu začeli kazati že prej, vendar so bili zavrnjeni kot ekscentričnost, pomanjkljivosti v karakterju, Pastorius pa jih je označil kot del svoje svobodne osebnosti. S povečano ustvarjalnostjo je bila povezana Hipomanija, psihiatrična diagnoza za milejšo obliko manije, za katero je značilna občasna hiperaktivnost.
Kljub medijski prepoznavnosti se je album Word of Mouth slabo prodajal. Založba Warner Bros. ni bila navdušena nad demo posnetki za album Holiday for Pans in je projekt zavrnila. Leta 1983 je Pastorius izdal tretji album, Invitation, ki je vseboval žive posnetke s koncertov na Japonskem. Ko so alkohol in težave z drogami prevladovali, je imel težave z iskanjem dela, ljudi, ki bi tolerirali njegove navade, in postal je brezdomec. Leta 1985, ko je snemal učni video, je Jerryju Jemmottu, ki ga je intervjuval, dejal, da si želi, čeprav je bil pogosto hvaljen zaradi svojih sposobnosti, da bi ga nekdo zaposlil.

### Smrt
Pastorius je razvil samouničujočo navado, da je izzival pretepe v lokalih in bil tako pretepen. Ko se je 11. septembra 1987 prikradel na oder med koncertom Carlosa Santane in bil nato odstranjen iz dvorane, se je odpravil v Midnight Bottle Club v Wilton Manors, Florida. Potem, ko je večkrat brcnil v steklena vrata, ker mu je bil zavrnjen vstop v klub, je prišel v pretep z Lucom Havanom, vratarjem kluba, ki je imel črni pas v karateju. Pastorius je bil hospitaliziran zaradi več obraznih poškodb, poškodb desnega očesa in leve roke, nato pa je padel v komo. Pojavili so se vzpodbudni znaki, da se bo zbudil iz kome in okreval, vendar so kmalu izginili. Možganska krvavitev, ki je sledila nekaj dni kasneje, je povzročilo možgansko smrt. Umrl je 21. septembra 1987 v starosti 35 let v Broward General Medical Centru v Fort Lauerdalu.
Luc Havan je bil obtožen umora druge stopnje. Spoznan je bil za krivega in obsojen na 22 mesecev zapora in 5 let probacije. Po štirih mesecih je bil izpuščen iz zapora zaradi dobrega vedenja.

## Odrska prezenca in basovska tehnika
Do okrog leta 1970 je večina jazzovskih glasbenikov igrala kontrabas. Basisti so bili v ozadju skupaj z bobnarjem, s katerim so tvorili ritem sekcijo, melodijo in zasedbo pa so vodili saksofonisti, trobentači ali vokalisti. Pastorius je imel kot basist drugačne ideje. Uporabljal je bas kitaro, kateri je odstranil prečke. Igral je glasno in hitro, pel, plesal kot James Brown ter imel kontakt z občinstvom. Pogosto je igral zgoraj brez in bos. Bil je visok in močan ter imel dolge in tanke prste.
Ko se je seznanil z umetnimi flažoleti, jih je pričel tudi sam uporabljati pri igranju. Naravni flažolet dobimo tako, da zabrenkamo na struno, pri čemer se s prstom druge roke dotikamo enega od vozlov strune. Tako dobimo višje harmonske tone strune. Umetni flažolet dobimo tako, da struno na ubiralki stisnemo, z drugo roko pa se je hkrati dotaknemo na polovici nove dolžine in jo zabrenkamo. Pogosto opisan primer tega je uvod pri skladbi »Birdland«.
Znan je bil po virtuoznih basovskih linijah, ki so zajemale afro-kubanske ritme, katere je navdihnil Cachao Lopez, in R&B, s katerim je ustvaril šestnajstinske funkovske linije, sinkopirane s tihimi notami. Primera takšnih linij sta skladbi »Come On, Come Over« z albuma Jaco Pastorius in »The Chicken« z albuma The Birthday Concert.

## Oprema

### Bass of Doom
Pastorius je igral Fender Jazz Bass letnik 1962, ki ga je imenoval Bass of Doom (Bas pogube). Bas je kupil, ko je imel 21 let. Bas je že imel odstranjene prečke ali pa jih je odstranil sam in vrat zatesnil z epoksidno smolo.
Neka anekdota, ki jo je v intervjuju z Robertom Sturrknom opisal Allyn Robinson, govori, da je Jaco odstranil prečke z vratu le štiri ure pred nastopom z Waynom Cochranom.
Ko se je bas poškodoval in razletel na več delov, sta ga leta 1986 popravila Kevin Kaufman in Jim Hamilton. Po popravilu je Pastorius snemal z Mikeom Sternom, še istega leta pa je bil bas ukraden s klopi v Manhattanu. Leta 2006 je bil odkrit v trgovini kitar, vendar ga lastnik trgovine ni želel prodati. Pastoriusova družina je s pomočjo pravnikov poskušala priti do basa, vendar je leta 2010 skoraj bankrotirala. Robert Trujillo, bas kitarist Metallice, je Pastoriusa imel za svojega idola, zato je pomagal družini plačati bas.

### Ojačevanje in efekti
Pastorius je na svojih dveh Acoustic 360 ojačevalcih uporabljal "Variamp" EQ izenačevalnik, ki je povečal srednje frekvence, s čimer je poudaril naravni renčeč ton svojega Fender Jazz Bassa brez prečk. Barvo tona je kontroliral z rackmount MXR enoto.
V zadnjih letih življenja je uporabljal ojačevalce Hartke zaradi aluminjastih konic zvočnika, ki so proizvajale svetel, čist zvok. Navadno je uporabljal delay v načinu chorus, kar je zagotavljalo utripajoč podvajajoč stereo efekt. Pogosto je uporabljal fuzz kontrolo, vgrajeno v ojačevalec Acoustic 360. Za basovski solo »Slang« z albuma 8:30 iz 1979, je uporabljal digitalni MXR delay s čimer je ustvaril akordno figuro, čez katero je nato soliral. Isto tehniko lahko slišimo med njegovim solom na koncertnem videu Joni Mitchell Shadows and Light.

## Gostovanja
Kot gost se je Pastorius pojavil na številnih albumih drugih izvajalcev, vključno z albumom All American Alien Boy (1976) Iana Hunterja. Lahko ga slišimo tudi na albumu Airta Moreire, I'm Fine, How Are You? (1977). Njegov značilen zvok je zastopan tudi pri albumu Everyday Everynight (1978) Flore Plurim, na katerem je igral basovsko melodijo za kompozicijo Michela Colombierja »The Hope«, bas in vokale pa je prispeval tudi k še eni njegovi kompoziciji »Las Olas«. Med druge albume spadata tudi Hejira (Joni Mitchell) in Land of the Midnight Sun (Al Di Meola), ki sta izšla leta 1976. Pred koncem svojem kariere je pogosto sodeloval s kitaristoma Mikeom Sternom in Birélijem Lagrènom in bobnarjem Brianom Melvinom.

## Nagrade in priznanja
Pastorius je leta 1977 prejel dve nominaciji za grammyja za svoj album Jaco: eno za najboljšo jazzovsko izvedbo skupine in eno za najboljšo jazzovsko izvedbo solista (»Donna Lee«). Leta 1978 je prejel nominacijo za grammyja za najboljšo jazzovsko izvedbo solista za svoje delo na albumu Heavy Weather.
Revija Bass Player ga je uvrstila na drugo mesto lestvice stotih najboljših basistov vseh časov, za Jamesom Jamersonom. Po njegovi smrti leta 1987 je bil s strani bracev revije Down Beat izglasovan za vstop v Dvorano slavnih, kjer se je pridružil nekaterim basistom, kot so Jimmy Blanton, Ray Brown, Ron Carter, Charles Mingus, Charlie Haden in Milt Hinton. Pastorius je bil imenovan »Jimi Hendrix basa«.
Številni glasbeniki so v njegovo čast napisali skladbe. Pat Metheny je skladbo »Jaco« izdal na albumu Pat Metheny leta 1978, Marcus Miller je napisal skladbo »Mr. Pastorius«, ki je izšla na Davisovem albumu Amandla. Ostali, ki so Pastoriusu posvetili skladbo so Randy Brecker, Eliane Elias, Chuck Loeb, John McLaughlin, Bob Moses, Ana Popović, Dave Samuels in Yellowjackets.
2. decembra 2007, dan po njegovem rojstnem dnevu, je v Broward Centru for the Performing Arts v Fort Lauerdalu na Floridi potekal koncert »20th Anniversary Tribute to Jaco Pastorius«, kjer so nastopili izvajalci kot so Jaco Pastorius Big Band, Randy Brecker, Dave Bargeron, Peter Erskine,  Jimmy Haslip, Bob Mintzer, Gerald Veasley, Pastoriusova sinova John in Julius Pastorius, Pastoriusova hči Mary Pastorius, Ira Sullivan, Bobby Thomas Jr. in Dana Paul. Skoraj dvajset let po njegovi smrti, je podjetje Fender izdalo Jaco Pastorius Jazz Bass, bas kitaro brez prečk, ki je izšla v seriji Artist Series.
Imenovan je bil »verjetno najpomembnejši in prelomni električni basist v zgodovini« in »morda najvplivnejši električni basist danes«.
William C. Banfield, predstojnik oddelka Africana Studies, Music and Society na Berklee College, je Pastoriusa opisal kot enega redkih izvornih ameriških virtuozov, ki so definirali glasbo, med katerimi so Jimi Hendrix, Louis Armstrong, Thelonious Monk, Charlie Christian, Bud Powell, Charlie Parker, Dizzy Gillespie, John Coltrane, Sarah Vaughan, Bill Evans, Charles Mingus in Wes Montgomery.

## Diskografija
| - Jaco (1974) - Jaco Pastorius (1976) - Word of Mouth (1981) - Invitation (1983) Posmrtne izdaje - Stuttgart Aria (z Birélijem Lagrèneom) (1986) - Holiday for Pans (1993) - The Birthday Concert (1995) - Golden Roads (1997) - A Good Stitch for Golden Roads (1997) - The Early Years Recordings (2006) - Trio of Doom (z Johnom McLaughlinom in Tonyjem Williamsom) (2007) - Legendary Demo & Live Tracks (2008) - Modern American Music...Period! The Criteria Sessions (2014) - Truth, Liberty & Soul (2017) - Black Market (1976) - Heavy Weather (1977) - Mr. Gone (1978) - 8:30 (1979) - Night Passage (1980) - Weather Report (1982) - Live and Unreleased (2002) - Forecast: Tomorrow (2006) - The Legendary Live Tapes: 1978-1981 (2015) | Randy Bernsen - Music for Planets, People & Washing Machines (1984) - Mo' Wasabi (1986) - Paradise Citizens (1988) Herbie Hancock - Sunlight (1978) - Mr. Hands (1980) Joni Mitchell - Hejira (1976) - Don Juan's Reckless Daughter (1977) - Mingus (1979) - Shadows and Light (1980) Ostali izvajalci - Little Beaver, Party Down (1974) - Pat Metheny, Bright Size Life (1976) - Ira Sullivan, Ira Sullivan (1976) - Albert Mangelsdorff, Trilogue - Live! (1976) - Al Di Meola, Land of the Midnight Sun (1976) - Ian Hunter, All American Alien Boy (1976) - Airto Moreira, I'm Fine, How Are You? (1977) - Tom Scott, Intimate Strangers (1978) - Flora Purim, Everyday Everynight (1978) - Cockrell & Santos, New Beginnings (1978) - Michel Colombier, Michel Colombier (1979) - Manolo Badrena, Manolo (1979) - Michel Polnareff, Coucou Me Revoilou (1979) - Bob Mintzer, Source (1982) - Various Artists, Conrad Sivert Presents Jazz at the Opera House (1982) - Deadline, Down by Law (1985) - Brian Melvin, Night Food (1985) - Jimmy Cliff, Cliff Hanger (1985) - Brian Melvin Trio, Standards Zone (1985) - Mike Stern, Upside Downside (1986) - Tommy Strand,Tommy Strand and The Upper Hand, Featuring Jaco Pastorius (2009) |